# تعظم
التعظّم أو تكوّن العظم (بالإنجليزية: Ossification أو Osteogenesis)‏ أو تكوّن النسيج العظمي، أو تمعدن العظام (Bone Mineralisation)، هي عملية تجدد العظام تتكوّن فيها مادة عظم جديدة عن طريق خلايا بناء العظم.
هناك نوعان من العمليات التي تؤدي إلى تشكيل أنسجة العظام الطبيعية والصحية: التعظم الغشائي الذي هو وضع العظم مباشرة في النسيج الضام البدائي (اللحمة المتوسطة Mesenchyme)، والتعظم داخل الغضروف الذي ينطوي على الغضروف الطليعي. في التئام الكسور، مثل كسور العظام الطويلة عند علاجها بجبيرة الجص، يلتئم العظم غالباً عن طريق التعظم داخل الغضروف. أما في حال العلاج كما في عملية الاختزال المفتوح مع التثبيت الداخلي (بالإنجليزية: Open Reduction Internal Fixation - ORIF)‏ حيث يجرى أولاً «اختزال مفتوح» للكسر (أي رد أجزاء العظمة المكسورة إلى موضعها الصحيح جراحياً)، ثم «تثبيت داخلي» أي تثبيت الأجزاء التي تم ردّها باستخدام شرائح ومسامير وغير ذلك من التركيبات، فيلتئم العظم غالباً عن طريق التعظم الغشائي.
التعظم المنتبذ (بالإنجليزية: Heterotopic ossification)‏ هو عملية تكوين شاذ لأنسجة العظام في مكان ما خارج الهيكل العظمي. كثيرا ما يحدث التباس بين التكلس والتعظّم. التكلس مرادف لتكوين أملاح وبلورات الكالسيوم داخل الخلايا والأنسجة، وهي عملية تحدث أثناء التعظّم، ولكن العكس ليس صحيحاً.
تظل الآليات الدقيقة التي يبدأ منها نمو العظام لا تزال غير واضحة، ولكنها تنطوي على عوامل النمو (بالإنجليزية:  Growth Factor)‏ والسيتوكينات (بالإنجليزية: cytokine)‏ بطريقة ما.

## جدول زمني للتعظّم في البشر
| الفترة العمرية                                     | العظام المتأثرة بالتعظّم                                        |
| -------------------------------------------------- | -------------------------------------------------------------- |
| الشهر الثاني من عمر الجنين                         | يبدأ التعظّم في العظام الطويلة                                  |
| الشهر الرابع من عمر الجنين                         | ظهرت معظم مراكز التعظّم الأولية في مراكز التعظم بأجسام العظام.  |
| من ميلاد الطفل حتى عمر خمس سنوات                   | مراكز التعظّم الثانوية تظهر في المشاشات                         |
| من عمر 5 إلى 12 للإناث، ومن عمر 5 إلى 14 في الذكور | ينتشر التعظّم بسرعة من مراكز التعظم، وعظام متعددة أصبحت متعظّمة  |
| من عمر 17 إلى 20 عاماً                              | عظام الأطراف العلوية وعظم الكتف تصبح متعظّمة تماما              |
| من عمر 18 إلى 23 عاماً                              | عظام الأطراف السفلية وعظم الورك تصبح متعظّمة تماما              |
| من عمر 23 إلى 25 عاماً                              | عظم القص، وعظم الترقوة، وفقرات العمود الفقري تصبح متعظّمة تماما |
| عند عمر 25 عاماً                                    | تكون كل العظام تقريباً قد تعظّمت                                 |

## التعظّم الغشائي
التعظم الغشائي يشكّل العظام المسطحة للجمجمة، والترقوة، والفك السفلي.

## التعظّم الغضروفي

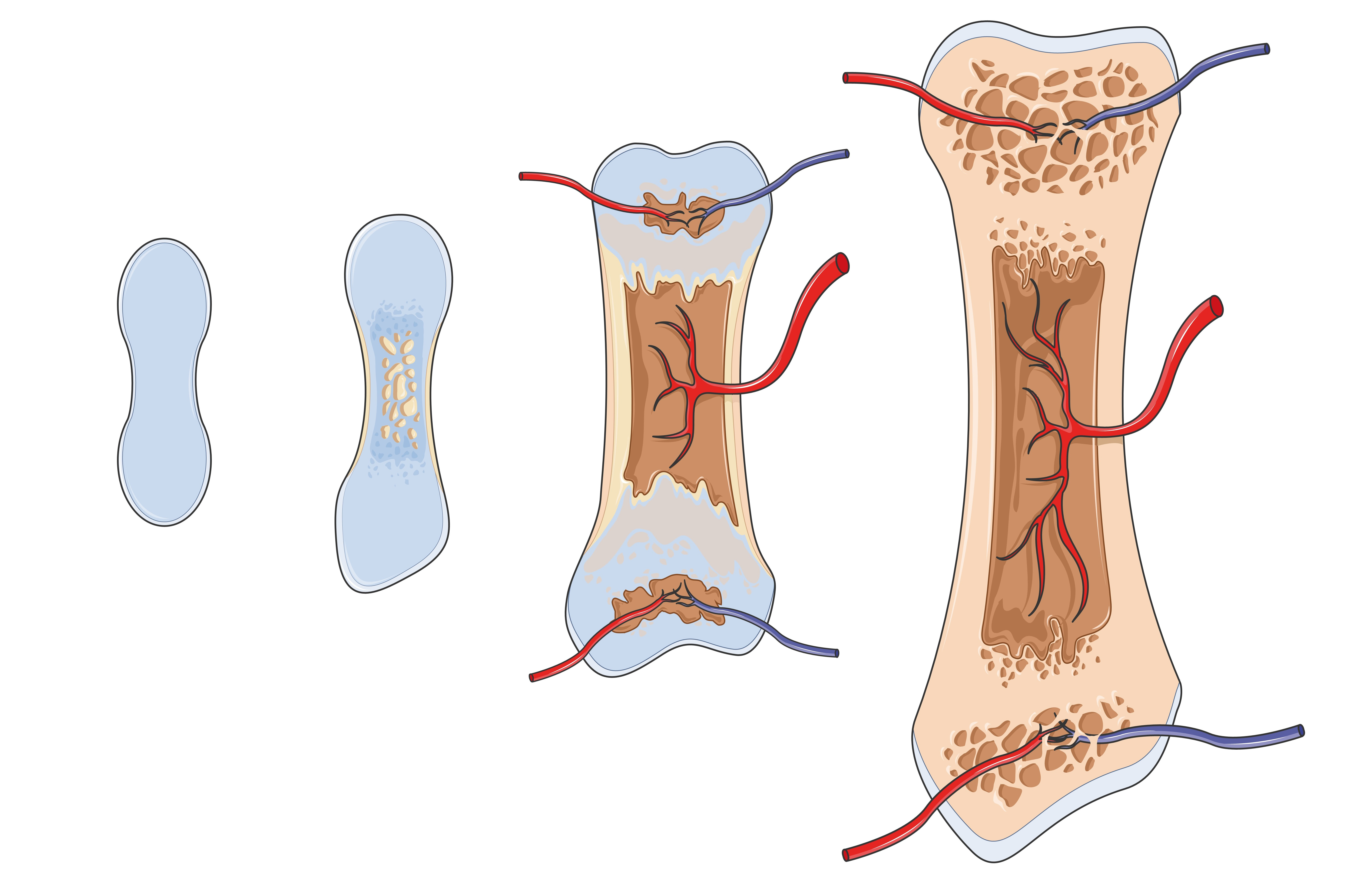
رسم تخطيطي يوضح مراحل التعظم الغضروفي

التعظم داخل الغضروف هو تشكيل العظام الطويلة وغيرها من العظام، وهذا يتطلب طلائع غضروف زجاجي (بالإنجليزية:  Hyaline cartilage)‏. هناك نوعان من مراكز التعظّم في عملية التعظم داخل الغضروف:

### مركز التعظّم الأوّلي

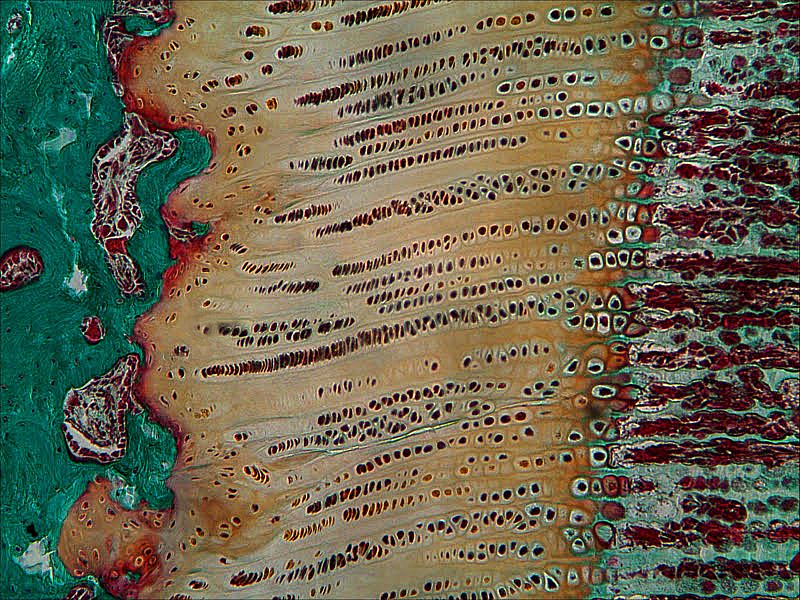
مركز التعظّم الأوّلي ، أو صفيحة النمو (الصفيحة المشاشية).

في العظام الطويلة، تظهر أنسجة العظام لأول مرة في الجَدْل (جسم العظم). تتكاثر الخلايا الغضروفية وتتشكل الترابيق (عناصر نسيج صغير). تتآكل الغضاريف تدريجيا ويحل محلها عظام صلبة، وتمتد نحو المشاشة.
سِمْحاقُ الغُضْروف (بالإنجليزية: Perichondrium)‏ هوَ غِشاء ليفي خَلوي يُحيط بالغُضروف، وهو يشكّل السمحاق (بالإنجليزية: Periosteum)‏ الذي بدوره يولّد الخلايا المكونة للعظم التي تطوق خارج العظام وتعيد تشكيل جوف النقي (بالإنجليزية: Medullary cavity)‏ في الداخل.
الشريان المغذي يدخل للعظم عبر النفق المغذي للعظم (بالإنجليزية: Nutrient canal)‏ من خلال فتحة صغيرة في الجَدْل (الجسم الاسطواني للعظم)، ويحتل مركز التعظّم الأوّلي، ويأتي بالخلايا المولّدة للعظم (الخلايا بانيات العظم في الخارج، والخلايا ناقضات العظم في الداخل). إذا كان أحد طرفي العظم ينمو أكثر من الآخر، فإن اتجاه قناة النفق المغذي للعظم يكون بعيداً عن نهاية طرف العظم الأكثر نشاطا من العظام. عندما ينمو العظم بنفس المعدل عند كلا الطرفين، فإن الشريان المغذي يصبح عموديا على العظم.
معظم العظام الأخرى (مثل فقرات الظهر) لها أيضا مراكز تعظم أولية، ويتم تكوين العظام بنفس الطريقة.

### مراكز التعظّم الثانوية
تظهر مراكز التعظّم الثانوية عامّة في المشاشة. يحدث التعظّم الثانوي في الغالب بعد الولادة (باستثناء الجزء البعيد من عظم الفخذ والجزء القريب من قصبة الساق، والتي تحدث أثناء نمو الجنين). تقوم الشرايين المشاشية والخلايا المولدة للعظم باحتلال المشاشة، حيث يتم نشر الخلايا المكوّنة للعظم (تُسمىّ أيضاً بانيات العظم) (بالإنجليزية:  Osteoblasts)‏ والخلايا المحطمة للعظم (تُسمىّ أيضاً ناقضات العظم) (بالإنجليزية:  Osteoclasts)‏ ، مما يؤدي إلى تآكل الغضاريف وبناء العظام. يحدث هذا في كل من طرفي العظام الطويلة ولكن في طرف واحد فقط من نهايتيّ عظام الأصابع والضلوع.

## النمو والتطور

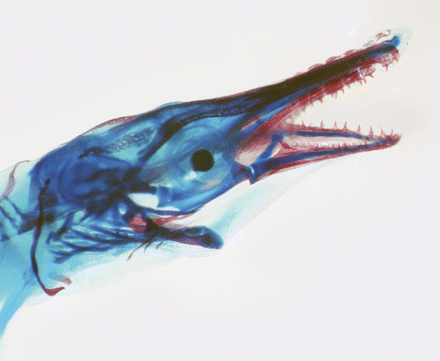
يَرَقَة سمك الجمبرور المرقّط spotted gar عمرها 22 يوماً. اللون الأزرق غضروف ، واللون الأحمر عظم.

اُقتُرحت عدة فرضيات عن كيفية تطور العظام كعنصر بِنْيَوِيّ في الفقاريات. إحدى الفرضيات تقول بأن العظام نَمَت من الأنسجة التي تطورت لتخزين المعادن، وعلى وجه التحديد، المعادن المحتوية على الكالسيوم تم تخزينها في الغضروف وبذلك كان العظم هو التكيف المسبق من هذه الغضاريف المتكلسة. وعلى أية حال، فإن الاحتمالات الأخرى تتضمن الأنسجة العظمية المتطورة لتكون بمثابة حاجز تناضحي (حاجز أسموزي)، أو على شكل بنية واقية.

## العوامل المؤثرة في نمو العظام
تؤثر في نمو العظام عوامل متعددة منها:
١-العوامل الغذائیة: یؤثر نقص البروتینات المرافق للحمیات لشدیدة أو سوء الهضم أو الاسهالات المزمنة أو الالتهابات المزمنة في نمو العظام وخاصة عند الأطفال فیتباطأ نمو العظام. كذلك تلعب الفيتامين مثل فيتامين سي وفيتامين دي دورا أساسیا في نمو العظام، حيث يساعد فيتامین دي على امتصاص الكالسیوم من الأمعاء، ویؤدي نقصه إلى لنقص مستوى كالسیوم الدم، كما أن نقص هذا الفیتامین یؤدي لنقص في تكلس العظام. یلعب فیتامین سي دورًا واضحا في تكوین المادة الأساسیة والألیاف الكلاجینیة التي تكون مادة العظم، حيث یؤدي نقصه لاضطراب في عملية التعظم. أما نقص الفیتامین A فیؤدي إلى اضطراب في الخلایا المولدة للعظم وفي تشكیل العظم.
٢-الهرمونات: یتأثر نمو العظام بعدد من الهرمونات التي تفرزها غدد مختلفة في الجسم، فهرمون النمو یسرع وینظم تكاثر خلایا الغضروف، ولذا یؤدي نقصه لتوقف الخلایا الغضروفیة عن التضخم وبالتالي یبقى الشخص المصاب قصیرا، وبالعكس تؤدي زیادة هرمون النمو إلى العملقة قبل البلوغ. أيضًا يلعب هرمون التستوستیرون دورًا هامًا في استقلاب البروتینات ویحرض هرمون النمو، أما الكمیات الكبیرة منه فتؤدي إلى تعظم غضروف الاتصال وتوقف نمو العظام. یساعد الاستروجین على امتصاص فوسفات الكالسیوم من الأمعاء. أما هرمون الغدة الدرقیة فیزید من نمو العظم، وأخیرا فإن هرمون الجار درقية یحرض امتصاص فوسفات الكالسیوم من الأمعاء ویحرر الكالسیوم من العظم لیحافظ على مستواه الطبیعي في الدم.
٣- عوامل وراثیة: تلعب العوامل الوراثیة دورا كبیرا في عملية التعظم.

## معرض الصور

تعظم منتبذ في الكوع، بعد حدوث كسر مفتت و رأب للمفصل.